# Oligotrichum denudatum
Oligotrichum denudatum är en bladmossart som beskrevs av G. L. S. Merrill 1991. Oligotrichum denudatum ingår i släktet Oligotrichum och familjen Polytrichaceae. Inga underarter finns listade i Catalogue of Life.